# خیابان مدیسون (فیلم)
«خیابان مدیسون» (انگلیسی: Madison Avenue (film)) فیلمی در ژانر رمانتیک است که در سال ۱۹۶۱ منتشر شد. از بازیگران آن می‌توان به دانا اندروز، النور پارکر، جین کرین و ادی آلبرت اشاره کرد.